# Primitives de fonctions circulaires réciproques
Cet article court présente un sujet plus développé dans : Fonction circulaire réciproque.
Cet article donne les primitives des fonctions réciproques des fonctions circulaires.
Elles s'obtiennent dans la plupart des cas par intégration par parties.
{\displaystyle \int \operatorname {arcsin} (x)~\mathrm {d} x=x~\operatorname {arcsin} (x)+{\sqrt {1-x^{2}}}+C}
{\displaystyle \int \operatorname {arccos} (x)~\mathrm {d} x=x~\operatorname {arccos} (x)-{\sqrt {1-x^{2}}}+C}
{\displaystyle \int \operatorname {arctan} (x)~\mathrm {d} x=x~\operatorname {arctan} (x)-{\frac {1}{2}}\ln(1+x^{2})+C}
{\displaystyle \int \operatorname {arccot} (x)~\mathrm {d} x=x~\operatorname {arccot} (x)+{\frac {1}{2}}\ln(1+x^{2})+C}
{\displaystyle \int \operatorname {arcsec} (x)~\mathrm {d} x=x~\operatorname {arcsec} (x)-\ln {\left[~x~\left(1+{\sqrt {1-{\frac {1}{x^{2}}}}}\right)\right]}+C}
{\displaystyle \int \operatorname {arccsc} (x)~\mathrm {d} x=x~\operatorname {arccsc} (x)+\ln {\left[~x~\left(1+{\sqrt {1-{\frac {1}{x^{2}}}}}\right)\right]}+C}